# Poecilia orri
Poecilia orri és un peix de la família dels pecílids i de l'ordre dels ciprinodontiformes.

## Morfologia
Els mascles poden assolir els 5,6 cm de longitud total.

## Distribució geogràfica
Es troba des del sud de Mèxic (Quintana Roo) fins al nord d'Hondures i Colòmbia (Islas de Providencia).